# Nigardsbreen
Nigardsbreen és una branca de la glacera de Jostedalsbreen, que es troba a uns 30 quilòmetres al nord de la localitat de Gaupne, a la vall de Jostedal, Luster, Sogn og Fjordane, Noruega. Es troba just a l'oest del riu Jostedøla.
El museu del Breheimsenteret es troba a 11 quilòmetres al sud, a la localitat de Jostedal. Davant de la Nigardsbreen hi ha el llac Nigardsbrevatnet on hi ha una petita embarcació per al transport de visitants a la glacera. També hi ha un autobús per portar els visitants fins a la glacera.
Durant la primera meitat del segle xviii, la glacera es va expandir a causa del fred clima. Després, els hiverns del 1741 al 1744 van ser extremadament freds. Les pomes i les peres no van madurar durant l'estiu i les poblacions d'abelles van morir. Entre el 1700 i el 1748, la glacera va avançar uns 4 quilòmetres fins a cobrir totalment la granja "Nigard" (d'aquí el nom de la glacera). El 1748, Nigardsbreen cobria prop de 48 quilòmetres quadrats. Des del 1930 fins al 1939, la glacera es va retractar de nou. En 2014 dos turistes van morir aixafats pel gel.

## Galeria

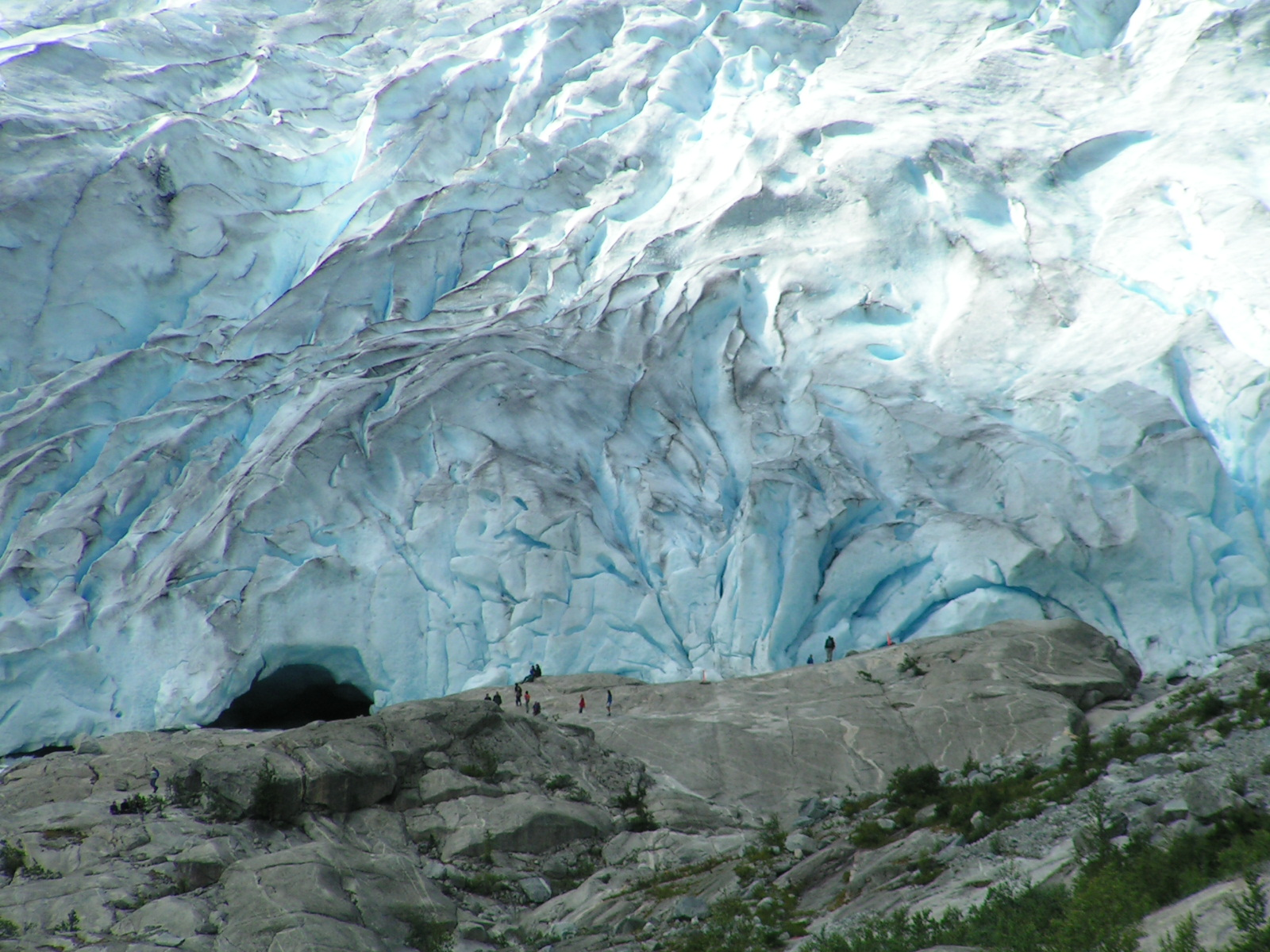
Nigardsbreen detallada
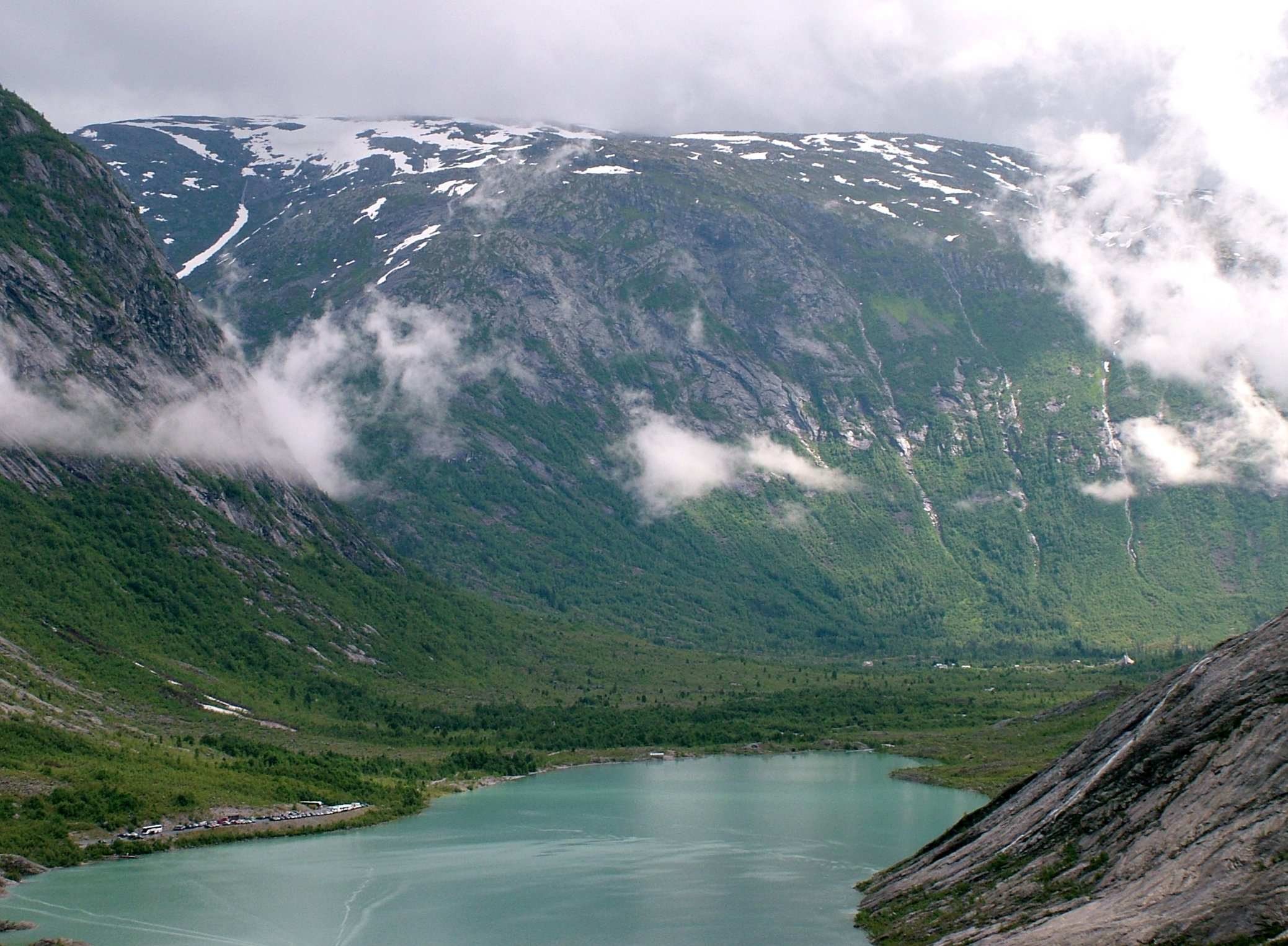
Vista del Nigardsbrevassnet des de la glacera